# Riedeliella
Riedeliella es un géneros de plantas con flores con cuatro especies, perteneciente a la familia Fabaceae.

## Especies
- Riedeliella graciliflora
- Riedeliella hassleri
- Riedeliella magalhaesii
- Riedeliella sessiliflora